# Simone Galli
Simone Galli (* 24. März 1978 in Tirano) ist ein ehemaliger italienischer Freestyle-Skier. Er war auf die Buckelpisten-Disziplinen Moguls und Dual Moguls spezialisiert.

## Werdegang
Galli nahm von 1995 bis 1997 am Europacup teil und kam bei den Internationalen Jugendmeisterschaften 1996 in Châtel auf den 21. Platz sowie bei den Internationalen Jugendmeisterschaften 1997 in Laajavuori auf den 28. Rang. Im Dezember 1997 trat er in Tignes erstmals im Freestyle-Skiing-Weltcup an, wobei er den 64. Platz im Moguls sowie den 33. Rang im Dual Moguls errang und nahm bis 2006 an 52 Weltcups teil. Sein bestes Ergebnis dabei erreichte er im März 2004 mit dem neunten Platz im Moguls in Sauze d’Oulx. Bei den Weltmeisterschaften 2001 in Whistler belegte er den 33. Platz im Dual Moguls sowie den 29. Rang im Moguls, bei den Weltmeisterschaften 2003 im Deer Valley den 27. Platz im Moguls sowie den 17. Rang im Dual Moguls und bei den Weltmeisterschaften 2005 in Ruka jeweils den 33. Platz im Moguls und Dual Moguls. Zudem nahm er an den Olympischen Winterspielen 2002 in Salt Lake City und an den Olympischen Winterspielen 2006 in Turin teil, wobei er die Plätze 25 und 21 errang.

## Erfolge

### Olympische Spiele
- 2002 Salt Lake City: 25. Platz Moguls
- 2006 Turin: 21. Platz Moguls

### Weltmeisterschaften
- 2001 Whistler: 29. Platz Moguls, 33. Platz Dual Moguls
- 2003 Deer Valley: 17. Platz Dual Moguls, 27. Platz Moguls
- 2005 Ruka: 33. Platz Dual Moguls, 33. Platz Moguls

### Weltcupwertungen
Galli nahm an 52 Weltcups teil und erreichte eine Top-Zehn-Platzierung.
| Saison  | Gesamt | Gesamt | Moguls | Moguls |
| Saison  | Platz  | Punkte | Platz  | Punkte |
| ------- | ------ | ------ | ------ | ------ |
| 2002/03 | 2      | 126.   | 16     | 45.    |
| 2003/04 | 2      | 164.   | 26     | 43.    |
| 2004/05 | -      | -      | 2      | 60.    |
| 2005/06 | 1      | 186.   | 11     | 59.    |